# Pima (gènere)
Pima es un gènere de lepidòpters ditrisis de la família dels piràlids (Pyralidae) descrit per George Duryea Hulst el 1888.

## Taxonomia
Hom hi inclou les següents espècies:
- Pima albiplagiatella (Packard, 1874)
- Pima albocostalialis (Hulst, 1886)
- Pima boisduvaliella  Guénée, 1845
- Pima difficilis de Joannis, 1927
- Pima fergusoni Neunzig, 2003
- Pima flavidorsella de Joannis, 1927
- Pima fosterella Hulst, 1888
- Pima fulvirugella (Ragonot, 1887)
- Pima granitella (Ragonot, 1887)
- Pima occidentalis Heinrich, 1956
- Pima parkerella (Schaus, 1924)